# 前街 (多伦多)

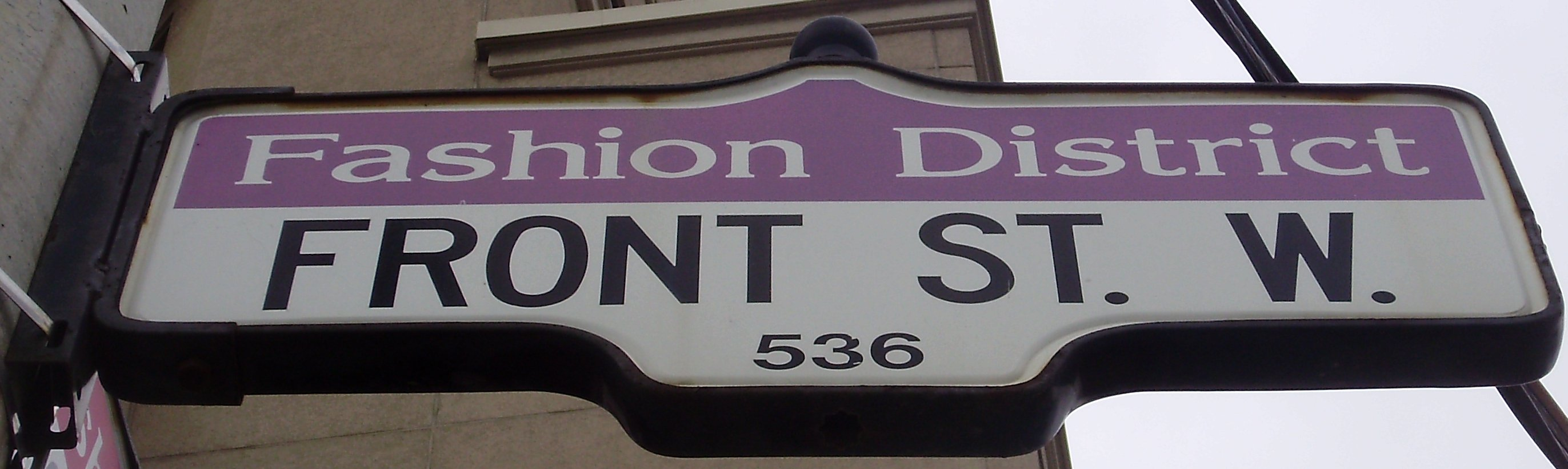
时尚区內的前街路牌

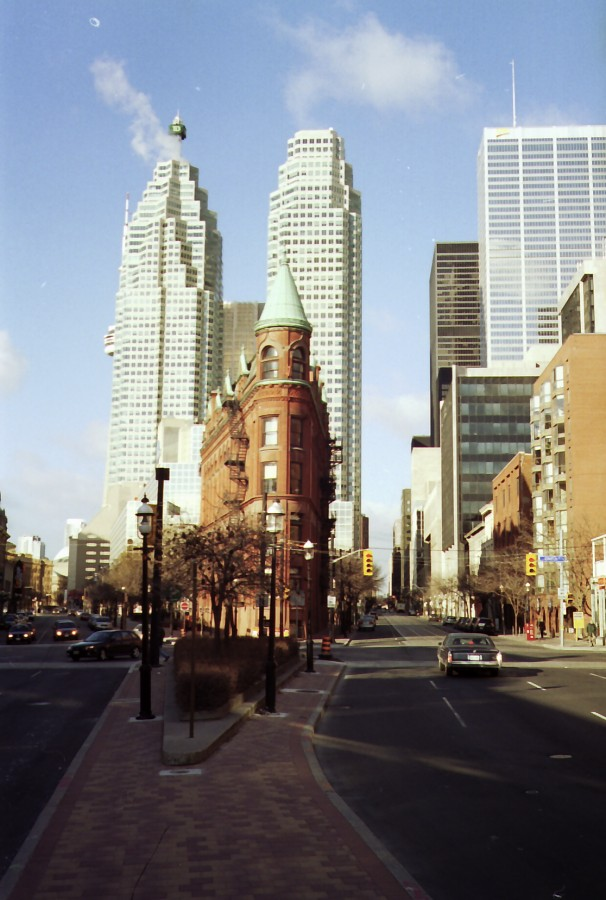
前街夾教堂街路口，前景为古德汉大厦，后方为布鲁克菲尔德广场

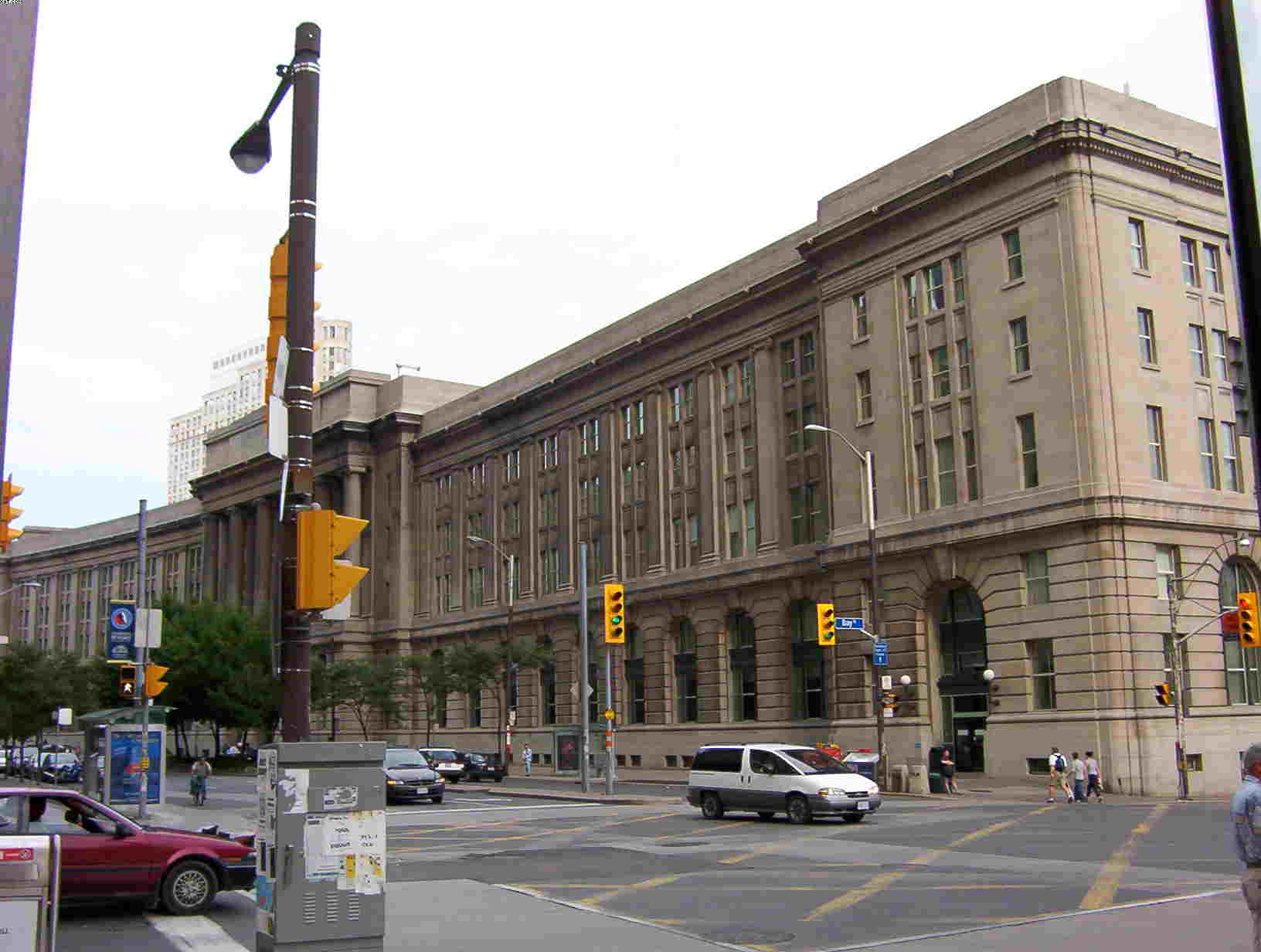
前街夾卑街路口的自治领公共大楼

前街（英語：Front Street）是加拿大安大略省多伦多市中心的一条重要的东西向道路。西至巴佛士街，东至湾景路。它开辟于1796年，是该市最早的街道之一，沿着安大略湖的岸线布置。沿街有许多重要设施，从西向东包括环球邮报总部、加拿大广播公司总部、大多市会议中心、联合车站、TD加拿大信托大厦、自治领公共大楼、布鲁克菲尔德广场、索尼表演艺术中心、古德汉大厦和圣罗伦斯市场。
前街151号集中一百多家电信公司，以及多伦多互联网交换局。